# 애런강
애런강 (River Arun)은 잉글랜드 웨스트서식스주의 강이다. 길이 37 마일 (60 km)로 서식스주에 완전히 위치한 강 중 가장 길며, 메드웨이강, 웨이강, 몰강 다음으로 서식스주에서 시작하는 강 중 하나이다. 위알드의 세인트 레너드 숲 지역에서 발원하는 작은 시내들의 집합에서 시작하여, 애런강은 호셤을 거쳐 노워스트로 서쪽으로 흐르며 노스강과 합류한다. 남쪽으로 방향을 틀어 주요 지류인 서부 로더강과 합류하고, 사우스다운스의 틈을 통과하여 애런델을 거쳐 리틀햄프턴에서 영국 해협과 합류한다. 잉글랜드에서 가장 빠르게 흐르는 강 중 하나이며, 리틀햄프턴 바다로부터 상류 25.5 마일 (41.0 km) 떨어진 팔링햄 콰이까지 조수의 영향을 받는다. 애런강은 애런 지방 정부 구역에 그 이름을 부여했다.
강에 대한 최초의 주요 개선은 1540년대와 1570년대 사이에 이루어졌는데, 이때 애런델은 항구가 되었고, 팔링햄까지의 항해가 개선되었으나, 바지선들은 설치된 플래시 록을 통과하는 데 어려움을 겪었다. 이 작업은 상류 구간을 통행료 없이 만든 헨리 피츠앨런 19대 애런델 백작이 수행했다. 1732년부터 애런델에서 바다까지의 하류 강은 항만 위원들이 관리했으며, 1793년에 얻은 의회 법을 통해 하구가 토사로 막히지 않도록 하는 주요 개선이 승인되었다. 철도와 해안 운송의 변화가 도래하면서, 리틀햄프턴은 애런강의 항구로서 애런델을 대체했으며, 리틀햄프턴 항만 위원들은 여전히 애런델까지의 강을 책임지고 통행료를 징수한다.
애런델 상류의 강은 1785년 이후 개선되었다. 주 수로가 통행료가 없었기 때문에, 이 사업의 소유주들은 두 개의 주요 수로를 건설했다. 그 중 하나는 세 개의 수문과 하드햄 터널을 포함하여 펄버러 근처의 큰 굴곡을 피하기 위해 건설되었다. 다른 하나는 상류 종점 근처에 있었는데, 세 개의 수문과 홍수 수문이 있는 수로가 수로교를 통해 원래 수로를 건너 뉴브리지의 부두에 도달했다. 1816년에 웨이 및 애런 운하가 개통되어 뉴브리지의 애런 운하와 연결되었고, 곧이어 포츠머스 및 애런델 운하가 완공된 후 추가 개선이 이루어졌다. 이 두 운하는 런던과 포츠머스 사이의 내륙 경로를 제공하려는 시도였지만, 소유주들이 기대했던 만큼 성공적이지 못했다. 철도가 경쟁을 제공하자 교통량이 급격히 감소했으며, 1888년부터 운하 유지가 중단되었지만, 하류 구간에서는 일부 교통이 계속되었다. 웨이 및 애런 운하는 현재 복원 중이며, 복원 작업은 궁극적으로 뉴브리지 아래의 수로와 수문도 포함할 예정이다.

## 역사
클라우디오스 프톨레마이오스가 서기 150년경 『지리학』을 썼을 때, 애런강은 트리산토니스라고 불렸고, 이후의 기록에서도 같은 이름을 사용했다. 트리산토니스는 '침입자'를 의미하는 브리튼족 언어 단어로 추정되며, 강 주변의 땅을 자주 범람시키는 강의 경향을 나타낸다. 트리산토는 직접적으로 '건너가는 자'로 번역된다. 애런강이 바다에 가까운 하류에서는 트리산토니스라고 불렸지만, 상류에서는 아르누스(브리튼어 'Arno'에서 유래, 달리다, 가다, 흐르다를 의미함)라고 불렸을 수도 있다는 설도 있다. 애런델이라는 도시는 '아르노의 골짜기' 또는 '흐르는 강이 있는 골짜기'를 의미할 수 있다. 중세 시대에 이 강은 애런델의 강, 애런델 강, 또는 애런델의 높은 물줄기라고 불렸다. 그러나 트리산토나에서 유래한 또 다른 이름인 태런트(Tarrant)는 725년과 1270년에 확인되었으며, 강과 거의 평행하게 마을을 가로지르는 주요 도로 중 하나인 태런트 거리(Tarrant Street)라는 도로 이름에도 반영되어 있다. 현대 이름의 첫 사용은 1577년에 기록되었지만, 애런델 강 또는 큰 강이라는 대체 이름은 수년 동안 계속 사용되었다.
애런델에 대한 둠스데이 철자 Harundel에서 파생된 또 다른 가능한 어원은 앵글로색슨어 hærn dell에서 유래했으며, 이는 "조수 계곡"을 의미하므로, 강의 이름 또한 "조수"에서 유래했을 가능성이 높다. 로더강과 같은 다른 지역 강들은 "노 젓는 사람"(긴 강처럼)을 의미하는 앵글로색슨어 róðer에서 유래했으며, 이 또한 강과 그 주변을 묘사한다.
강의 하구는 항상 리틀햄프턴에 있었던 것은 아니다. 15세기 후반까지는 동쪽으로 약 10마일 떨어진 랜싱의 아더강과 합류하여 바다로 흘러들어갔다. 이 하구는 조수의 동쪽 표류에 의해 역빈으로 막혔고, 아더강을 쇼어햄바이시 쪽으로 밀어내는 동안 애런강은 워딩, 고링바이시, 페링에서 다양한 시기에 터져나와 1500년에서 1530년 사이에 리틀햄프턴에서 현재의 하구를 형성했다.

### 개선 작업
강의 하류 부분, 즉 바다에서 포드까지는 11세기 노르만인의 잉글랜드 정복 당시에도 항해가 가능했다. 16세기에는 헨리 피츠앨런 19대 애런델 백작이 포드에 부두를 건설하고, 그 아래 강 수로를 개선하여 마을이 항구가 되었다. 1544년부터 30년간 그는 상류 팔링햄 콰이까지 강을 개선했다. 비록 여러 개의 플래시 록이 포함되어 성공적이지는 않았지만, 사용료는 부과되지 않았고 약 15톤의 선박이 목재를 운반하는 데 사용되었다. 16세기 초에 뉴브리지까지 강을 항해 가능하게 하려는 시도는 성공적이지 못했다.
리틀햄프턴 항만법 1732 ((6 Geo. 2. c. 12))라는 의회 법이 통과되었는데, 주요 내용은 "애런델 항이라고 불리는 리틀햄프턴 항구"의 개선에 중점을 두었지만, 바다에서 애런델까지 강 5.75마일(5.75 마일 (9.25 km)) 구간의 개선도 승인되었다. 위원들이 임명되었고, 부두를 세우고 모래톱을 통해 바다로 새로운 수로를 파낼 권한을 부여받았다. 이 법은 시설 사용에 대한 통행료를 부과할 수 있게 했고, 초기 비용이 상환되면 통행료의 절반은 항구와 애런델까지의 강 수로 유지 보수에 사용되었다. 대부분의 선박은 30~40톤급이었지만, 작업 결과 100톤까지의 선박이 애런델에 도달할 수 있었고, 무역이 개선되었다.
틀:Infobox UK legislation
강에 영향을 미친 다음 법은 애런 서식스 항해법 1785 (25 Geo. 3 c. 100)로, 1785년에 지역 주민 그룹에 의해 제정되었다. 이 법에 따라 소유주들은 뉴브리지까지 30톤 바지선이 항해할 수 있도록 강을 정비할 권한을 부여받았다. 그들은 애런델에서 호턴 다리까지 강에 대한 관할권이 없었고, 팔링햄까지 강 사용에 대한 통행료를 부과할 수 없었다. 소유주들은 31명이었고, 각각 100파운드 가치의 주식 100주를 발행하여 10,000파운드를 모금할 수 있었다. 항해 관련 업무의 일상적인 감독은 세 명의 소유주가 담당했으며, 더 큰 그룹은 반기별 회의를 가졌다. 항해의 목적은 석탄, 백악, 석회를 상류로 운반하고, 농산물을 다른 방향으로 운반하는 것이었다. 팔링햄 상류의 항해는 강 수로를 개선하는 대신, 세 개의 수문과 오르폴드에서 강 위로 항해를 운반하는 수로교를 포함하는 별도의 수로로 구성되었다. 팔링햄 아래로의 여정은 콜드월덤과 하드햄 사이에 새로운 수로를 건설하여 3마일(3 마일 (4.8 km)) 단축되었다. 여기에는 세 개의 수문과 375-야드 (343 m) 길이의 터널 건설이 포함되었다. 팔링햄에서 뉴브리지 구간은 1787년 8월 1일에 개통되었고, 하드햄 수로는 1790년 중반에 완공되었다. 작업 비용은 약 16,000파운드였다.
이 시기에는 항해를 연장하려는 두 가지 제안이 있었다. 첫 번째는 1791년에 페트워스 북쪽의 노스 채플까지 운하를 건설하는 것이었고, 두 번째는 다음 해에 호셤까지 운하를 건설하는 것이었다. 경로는 존 레니가 조사했으며, 건설 비용이 18,133파운드에 달할 것으로 추정했지만, 기존 소유주들과의 협상이 실패하여 1794년에 이 계획은 폐기되었다. 한편, 항만 위원회는 하구의 심각한 침식 문제로 인해 두 번째 의회 법인 리틀햄프턴 항만법 1793 ((33 Geo. 3. c. 100))을 제정했다. 방사제가 건설되었고 기존 부두는 더 길게 만들어졌다. 또한 강 하구에서 애런델까지 예선로가 건설되었다. 이 법은 이전 법에 따라 항구 자금 조달을 위해 빌린 자본이 상환되었으며, 추가 차입금이 상환되면 통행료는 모두 항구와 애런델까지의 강 유지 보수에 사용될 것이라고 명시했다. 애런델 주민들이 항구에 28,300파운드를 지출했기 때문에, 애런델 항구 소유의 선박은 어떠한 통행료도 지불할 필요가 없었다. 이 작업의 결과로 애런델 항구는 다음 30년 동안 가장 번성한 시기를 누렸으며, 200~300톤의 선박이 만조 시 도시에 도달할 수 있었다. 시설이 개선되었고, 1840년까지 네 개의 부두가 있었다.

### 운영

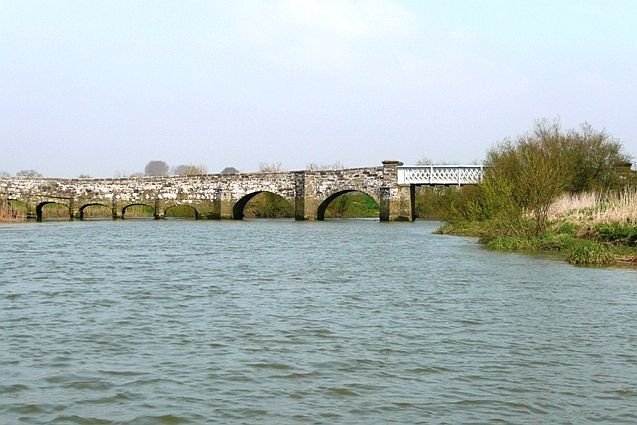
그레텀 다리, 가장 오른쪽에 항해 가능한 경간이 있다.

주주에게 배당금 지급은 1792년에 시작되었고, 다음 5년 동안 통행료는 연평균 893파운드를 기록했고 배당률은 3.1퍼센트였다. 이때 조지 윈덤 3세 에그레몽 백작이 주식을 매입하여 전체의 3분의 1을 확보한 후 회사의 회장이 되었다. 그는 차입 자본을 더 빨리 상환하기 위해 배당금 지급을 중단했다. 1821년의 중간 배당금을 제외하고는 1830년까지 배당금이 다시 지급되지 않았다. 1790년대에 윈덤은 스토프햄에서 애런강과 합류하는 로더강의 운하화를 담당했으며, 또한 1641년부터 여러 차례 고려되었던 런던과 포츠머스를 연결하는 대규모 계획의 일부로 여겨졌던 웨이 및 애런 운하를 추진했다. 그는 1811년 6월 1일 길퍼드에서 열린 회의를 주재했으며, 그 회의에서 운하 건설을 추진하기로 결정하고 초기 예상 비용 90,500파운드 중 20,000파운드를 투자했다. 운하는 1816년 9월에 개통되었지만, 런던과 포츠머스 조선소 사이를 통과할 것으로 예상되었던 100,000톤의 통행량과 30,000톤의 지역 통행량은 지나치게 낙관적이었고, 실제 통행량은 운하의 수명 동안 연평균 약 15,000톤에 불과했다.
런던에서 포츠머스로 가는 경로는 포츠머스 및 애런델 운하로 완성될 예정이었는데, 윈덤과 애런 항해의 많은 주식을 보유하고 있던 컷필드가 모두 상당한 구독자였다. 이는 포츠머스 및 애런델 항해법 1817 ((57 Geo. 3. c. lxiii))에 의해 승인되었고, 애런강이 통행량을 돕기 위해 개선될 것이라는 합의에 도달했다. 그럼에도 불구하고, 소유주들이 새로운 운하의 포드 구간이 실제로 건설될 것이라고 확신할 때까지 애런강에 대한 작업은 시작되지 않았다. 확신이 들자, 그들은 1821년 5월 애런강 항해 및 포츠머스 및 애런델 항해법 1821 ((1 & 2 Geo. 4. c. lxii))을 제정했고, 제임스 홀링워스(James Hollingworth) 기술자가 개선 작업을 감독했으며, 이는 1823년 중반에 완료되었다. 이 작업에는 수로의 깊이와 폭을 개선하고, 다리와 수문의 크기를 보다 균일하게 만들기 위한 일부 변경이 포함되었다. 회사는 작업 자금으로 3000파운드를 빌렸으며, 총 비용은 약 5000파운드였다. 대출금은 1831년까지 상환되었고, 이 작업으로 바지선 크기가 30톤에서 40톤으로 늘어나 사업이 개선되었다.
애런델 주민 소유의 보트 수로 알 수 있듯이 교통량은 증가했다. 1801년에는 13척이었고, 1803년에는 15척으로 늘어났으며, 총 톤수는 266톤이었다. 목재 상인 존 복솔드(John Boxold)는 1815년과 1832년에 바지선을 소유했고, 1820년에는 한 회사가 마을 부두 근처에 세 척의 바지선을 두고 런던으로 정기 화물 서비스를 시작했다. 1823년까지 그들은 열 척의 바지선을 소유했지만, 1830년에는 일곱 척으로 줄었고, 바지선은 치체스터, 런던, 미드허스트, 페트워스로 주 2회 운행했다. 이 회사는 Seward and Co., The Arundel Barge Co. 등 여러 이름으로 불렸다.

### 쇠퇴
1840년대부터 철도와의 경쟁과 해안 운송의 변화로 인해 강의 사용이 감소했다. 리틀햄프턴은 항구로서 중요성이 커졌고, 애런델 주민들의 수년간의 저항 끝에 세관은 1864년에 그곳으로 이전되었다. 미드서식스 철도는 1859년에 호셤에서 펄버러와 페트워스까지 노선을 개통했으며, 이는 1863년에 포드와 리틀햄프턴까지 확장되었다. 통행료 수입은 1835년부터 1840년까지 5년간 2044파운드로 최고치를 기록했으며, 이때 11.8%의 배당금이 지급되었지만, 빠르게 감소하여 1870년에서 1875년 사이에는 389파운드에 불과했고, 이때 배당금은 1%였다.
1852년까지 런던행 바지선 서비스는 일주일에 한 번만 운행되었고, 3년 후에는 완전히 중단되었다. 1886년까지 애런델에 도착하는 대부분의 선박은 바지선이라기보다는 연안선이었고, 그 해에는 단 20척의 선박만이 시설을 이용했다. 웨이 및 애런 운하는 1871년에 폐쇄되었다. 상류 강의 소유주들은 1888년 1월 1일부터 항해 유지를 중단했으며, 마지막 바지선은 1889년 1월 29일에 하드햄 터널을 통과했다. 이 강은 철도 및 운하 교통법 1888의 일부로 발행된 영장에 의해 항해로 사용되는 것이 포기되었다. 서퍽의 라크강만이 그 당시 포기된 유일한 다른 강 항해였다. 무역 위원회는 1896년에 폐쇄 명령을 내렸고, 그 후로는 상류 강을 책임지는 항해 당국이 없었다. 그러나 교통이 완전히 중단되지는 않았다.
1880년대에는 상류 구간은 더 이상 접근할 수 없었지만, 15~20척의 바지선이 여전히 강을 이용하고 있었다. 애런델 부두는 1875년에서 1896년 사이에 토사로 막혔다. 1898년, 당시 호셤에서 리틀햄프턴까지의 철도를 소유하고 있던 런던, 브라이튼 및 서부 해안 철도는 본선과 미드허스트 지선이 교차하는 터널을 뚫고 수 톤의 백악을 터널에 부어 안정화시켰다. 암벌리 백악 채석장에서 채굴된 백악과 석회 무역은 20세기 초까지 계속되었다. 일부 선박은 외륜 예인선으로 애런델까지 예인되었고, 가스 공장을 위한 소금, 목재, 석탄 수입도 계속되었다. 애런델은 1914년에 마지막 증기선을 맞이했고, 마지막 범선은 3년 후에 항구에 도착했다. 상류로 더 큰 선박의 통행은 1908년에 리틀햄프턴에 건설된 스윙 브릿지에 의해 방해받았고, 1938년에 포드에 건설된 고정 철교에 의해 막혔다. 강에서 화물 운송이 사라지자, 나중에 Buller and Slaughter 회사의 일부가 된 에드워드 슬로터(Edward Slaughter)는 1903년에 유람선을 고용하기 시작했고, 이 회사는 1990년대에도 여전히 그렇게 했다.

### 현재
강에 대한 권한은 1896년 이후와 크게 다르지 않다. 리틀햄프턴 항만청은 하구에서 애런델 다리까지의 구간을 담당하고, 그 상류에는 항해 당국이 없지만, 환경청은 배수 기능을 담당한다. 최소 항해 가능 높이가 만조 시 8 피트 (2.4 m)에서 5 피트 (1.5 m) 사이인 아홉 개의 다리가 있다. 강은 리틀햄프턴 바다에서 상류로 25.5 마일 (41.0 km) 떨어진 팔링햄 콰이까지 조수의 영향을 받으며, 4 to 6 노트 (7.4 to 11.1 km/h)의 속도로 흘러 영국에서 가장 빠르게 흐르는 강 중 하나이다. 리틀햄프턴의 조수 간만 차이는 봄철 조석 때 17 피트 (5.2 m), 작은 조석 때 8.8 피트 (2.7 m)이다. 만조는 도버보다 15분 늦게 발생하고, 펄버러의 만조는 리틀햄프턴보다 4시간 늦게 발생한다.

### 자선 단체
Arun & Rother Rivers Trust (ARRT)는 교육, 어업, 생물 다양성, 접근성 및 오염 문제 등을 목표로 2011년에 설립된 자선 단체이다.
웨이 및 애런 운하는 1970년대에 설립된 웨이 및 애런 운하 신탁에 의해 복원되고 있다. 웨이 및 애런 운하는 기술적으로 뉴브리지에서 끝났지만, 복원 작업에는 팔링햄까지의 애런 항해 구간이 포함되어 애런강에 도달할 예정이다. 수년 동안 내륙 수로 협회의 솔렌트 및 애런 지부는 항해권 유지를 위해 강에서 연례 크루즈를 조직했다. 그 조직에 대한 책임은 이제 웨이 및 애런 운하 신탁으로 넘어갔다.

## 경로
애런강은 수원지에서 바다까지 37 마일 (60 km)로, 서식스주 내에 완전히 흐르는 강 중 가장 길다. 호셤 동쪽의 세인트 레너드 숲에서 현지에서는 질(ghylls) 또는 길(gills)이라고 불리는 여러 개의 개울로 솟아오른다. 서쪽으로 흐르며 호셤의 남쪽 경계를 따라 잠시 북쪽으로 방향을 틀어 브로드브리지 히스를 스쳐 지나간다. 계속 서쪽으로 흘러 노워스트에서 노스강과 합류하는데, 이 강은 서리주의 리스 언덕과 홀름버리 언덕의 고지대에서 발원한다. 또한 오크강, 홀든천, 스탠든천 등의 지류를 가지고 있다. 합류 지점 이후, 애런강은 A29 도로 아래를 지나는데, 이 도로는 이 지점에서 로마의 스탠 스트리트 경로를 따르며, 강바닥에서 로마 다리의 목재 말뚝이 발견되었다. 로마 시대 역의 토공사가 근처에 있다. 러그윅 남쪽에서 폐쇄된 철도 노선과 교차하며, 이 지점에서 66-피트 (20 m) 등고선을 가로지른다. 강은 남쪽으로 방향을 틀면서 구불구불한 사행천으로 표시되며, 잠시 동안 군 경계가 강을 따라가고, 록스강/록스우드 시내(Loxwood Stream)는 웨이 및 애런 운하의 부분적으로 복원된 구간과 합류하기 직전 드런지윅(Drungewick)에서 애런강과 합류한다. 운하 서쪽의 이전 경로는 분명히 보이며 경계선이 그 뒤를 따르지만, 강의 주요 흐름은 운하 바로 동쪽에 있는 새로운 직선 수로를 따른다. 경계가 운하를 다시 가로지르면 강은 운하의 동쪽에서 구불구불한 흐름을 재개한다.
조금 더 남쪽에는 또 다른 직선 수로가 있으며, 오래된 수로는 운하 반대편에서 여전히 볼 수 있다. 곧 위즈버러 그린 근처의 A272 도로에 있는 뉴브리지에 도달한다. 애런 항해의 북쪽 종점이었던 부두는 다리 바로 남쪽에 있었다. 부두 농장이 근처에 있었고, 현대의 1:2500 영국 육지측량국 지도는 "The Old Wharf"라고 명명된 건물을 보여준다. 브록허스트천(Brockhurst Brook)이 동쪽에서 합류하기 전에 강은 잠시 서쪽으로 방향을 튼다. 곧 오르폴드 수로교가 강 수로 위로 애런 항해를 운반하는 역할을 한다. 커드강이 북쪽에서 흘러와 합류하며, 강은 다시 남쪽으로 흐른다. 팔링햄에는 팔링햄 장원의 유적이 북쪽 강변에 팔링햄 장원 농장 옆에 남아 있는데, 이 농장은 17세기 목조 농가이며 2등급 지정 건물이다. 18세기 건물인 또 다른 2등급 지정 건물인 팔링햄 콰이 농가(Pallingham Quay Farmhouse)는 애런 항해 수로와의 합류 지점 바로 앞 강 서쪽 강변에 있다. 합류 지점 아래에서 강은 조수의 영향을 받는다.
남쪽으로 계속 가면 강은 동쪽 강둑에 위치한 Coombelands Racing Stables의 일환인 갈롭스(gallops)와 노르만인의 잉글랜드 정복 시대의 모트 앤 베일리 성인 파크 마운트(Park Mount)를 지나간다. 이곳은 잉글랜드 남동부에서 가장 잘 보존된 이러한 유형의 유적지 중 하나이다. 강은 1422~23년에 건설된 훌륭한 중세 석조 다리인 스토프햄 다리에 의해 가로지른다. 중앙 아치는 1822년 항해 개선의 일환으로 높여졌다. 이 다리는 1등급 지정 구조물이자 사적이기도 하다. 제2차 세계 대전 때 육군 트럭에 의해 손상되었으나 수리되었고, 1980년대에는 A283 도로의 교통량이 이 다리 바로 상류에 새로 건설된 다리로 전환되었다.
다리 아래에는 작은 섬이 있으며, 그 뒤에는 서부 로더강 운하의 우회 경로를 피하기 위해 건설된 인공 수로가 서쪽으로 향한다. 강은 이제 이전 하드햄 곡물 제분소 부지의 둑을 넘어 하류로 조금 더 떨어진 애런강과 합류하며, 합류 지점 뒤에는 또 다른 작은 섬이 있다. 하드햄 수문은 제분소로 인한 수위 강하 때문에 필요했으며, 하드햄 터널을 통과하는 지선은 로더강에서 조금 더 상류로 곧장 남쪽으로 향했다. 터널 탐사는 1953년에 양쪽 끝이 접근 가능했을 때 서식스 카운티 매거진 기사에 설명되었고, 2012년에는 남쪽 끝만 탐사되었다. 북쪽 끝에는 운하 바닥 위에 상수도 시설이 건설되었으며, 터널 입구는 부지 내에 있다. 강은 동쪽으로 큰 루프를 그리며 계속된다. 애런 계곡 철도 노선은 펄버러 철도역에 도달하기 위해 강을 가로지른다. 또 다른 섬이 있으며, A29 도로가 양쪽 수로를 모두 가로지른다. 펄버러 브룩스 자연 보호 구역은 루프의 동쪽에 있으며, 그 후 강은 그레텀 다리까지 서쪽으로 구불구불 흐른다. 이 다리는 8개의 낮은 타원형 아치, 2개의 더 높은 아치, 항해 가능한 수로 위의 주철 경간, 그리고 동쪽으로 향하는 단단한 경사로로 구성되어 있다. 비록 건설 양식은 중세 시대를 연상시키지만, 대부분의 아치는 1827년에 세워졌다.
다리 아래 강 서쪽 강변에는 월덤 브룩스 자연 보호 구역이 있다. 하드햄 터널을 통과하는 지선에 있는 콜드월덤 수문은 여전히 현대 지도에 표시되어 있으며, 수문에서 강까지의 구간은 여전히 물을 담고 있다. 앰벌리 바로 북쪽에서 애런 계곡 선은 팀벌리 다리에서 다시 강을 가로지른다. 버리 마을에서는 웨스트서식스 문학 트레일이 서쪽 강변에 합류하고 또 다른 보행자 도로가 동쪽 강변에 합류한다. 다음 다리는 앰벌리 철도역 근처의 호턴 다리이다. 강은 여기서 두 개의 수로로 갈라지고, 다리는 둘 다 가로지른다. 그레텀 다리와 유사하게 중세 시대처럼 보이지만, 1875년에 건설되었다. 수로 사이의 섬에는 단단한 구간이 있으며, 동쪽 수로 위에 하나의 아치와 주 강 위에 4개의 아치가 있다. 항해에 무역을 제공했던 백악 채석장은 이제 앰벌리 박물관 & 유산 센터의 위치이며, 이곳은 36-에이커 (15 ha) 크기의 부지에 많은 산업 유산 전시물을 갖추고 있다.
강은 S자 모양의 경로를 따르는데, 북쪽 루프는 노스 스토크 마을을 둘러싸고 남쪽 루프는 사우스 스토크 마을을 둘러싼다. 바로 남쪽으로, 옛 수로는 철로 아래를 지나가지만, 철로 서쪽으로 새로운 수로가 잘렸다. 서쪽 강둑에는 오프햄이라는 작은 마을과 야생 조류 및 습지 트러스트가 운영하는 65-에이커 (26 ha) 크기의 새들의 안식처인 애런델 습지 센터가 있다. 시장 마을인 애런델은 강 서쪽에 있다. 이 마을에는 1068년에 건설이 시작된 모트 위에 세워진 성이 있다. 이 성은 노퍽 공작 부부가 소유하고 있다. 현재 건물은 11세기 후반부터 19세기까지 다양한 구성 요소로 이루어져 있으며, 1등급 지정 건물이다. 두 개의 다리가 이곳에서 강을 가로지르는데, 첫 번째는 마을을 통과하는 원래 도로 위에 있고, 두 번째는 A284 애런델 우회 도로를 운반한다. 마지막 구간은 1908년에 건설된 철교와 동쪽 강둑의 리틀햄프턴으로 도로를 연결하는 A259 도로 다리에 의해 가로지른다. 강은 동서 부두 사이에서 영국 해협으로 흘러들어간다.
리틀햄프턴과 그 항구는 1854년에 완공된 강 입구 서쪽 강둑의 리틀햄프턴 요새에 의해 해군 공격으로부터 방어되었으며, 현재는 클림핑 사구에 의해 탁 트인 바다로부터 가려져 있다. 이 요새는 1764년에 건설된 동쪽 강둑의 7포대 포대를 대체했다.

## 수질
환경청은 잉글랜드의 강 시스템 수질을 측정한다. 각 강은 다섯 가지 수준 중 하나인 전반적인 생태학적 상태를 부여받는다: 높음, 좋음, 보통, 나쁨, 매우 나쁨. 이를 결정하는 데 사용되는 여러 구성 요소가 있는데, 여기에는 무척추동물, 속씨식물 및 어류의 양과 종류를 살펴보는 생물학적 상태가 포함된다. 다양한 화학 물질의 농도를 알려진 안전 농도와 비교하는 화학적 상태는 좋음 또는 불합격으로 평가된다.
2019년 애런강 시스템의 수질은 다음과 같다.
| 구간               | 생태 상태         | 화학 상태         | 길이                | 집수구역                  | 수로          |
| ------------------ | ----------------- | ----------------- | ------------------- | ------------------------- | ------------- |
| 틀:Waterqual title | 틀:Waterqual poor | 틀:Waterqual fail | 9.8 마일 (15.8 km)  | 16.72 제곱마일 (43.3 km2) |               |
| 틀:Waterqual title | 틀:Waterqual poor | 틀:Waterqual fail | 6.9 마일 (11.1 km)  | 12.59 제곱마일 (32.6 km2) |               |
| 틀:Waterqual title | 틀:Waterqual poor | 틀:Waterqual fail | 4.5 마일 (7.2 km)   | 7.01 제곱마일 (18.2 km2)  |               |
| 틀:Waterqual title | 틀:Waterqual mod  | 틀:Waterqual fail | 15.5 마일 (24.9 km) | 21.49 제곱마일 (55.7 km2) |               |
| 틀:Waterqual title | 틀:Waterqual poor | 틀:Waterqual fail | 12.1 마일 (19.5 km) | 18.66 제곱마일 (48.3 km2) |               |
| 틀:Waterqual title | 틀:Waterqual poor | 틀:Waterqual fail | 16.5 마일 (26.6 km) | 26.91 제곱마일 (69.7 km2) |               |
| 틀:Waterqual title | 틀:Waterqual mod  | 틀:Waterqual fail | 21.1 마일 (34.0 km) | 33.75 제곱마일 (87.4 km2) |               |
| 틀:Waterqual title | 틀:Waterqual mod  | 틀:Waterqual fail | 2.6 마일 (4.2 km)   | 4.64 제곱마일 (12.0 km2)  |               |
| 틀:Waterqual title | 틀:Waterqual mod  | 틀:Waterqual fail | 3.3 마일 (5.3 km)   | 4.19 제곱마일 (10.9 km2)  |               |
| 틀:Waterqual title | 틀:Waterqual mod  | 틀:Waterqual fail | 3.1 마일 (5.0 km)   | 7.75 제곱마일 (20.1 km2)  |               |
| 틀:Waterqual title | 틀:Waterqual poor | 틀:Waterqual fail | 5.4 마일 (8.7 km)   | 17.94 제곱마일 (46.5 km2) |               |
| 틀:Waterqual title | 틀:Waterqual mod  | 틀:Waterqual fail | 4.6 마일 (7.4 km)   | 5.09 제곱마일 (13.2 km2)  |               |
| 틀:Waterqual title | 틀:Waterqual mod  | 틀:Waterqual fail |                     |                           | 심하게 변형됨 |

수질이 좋지 못한 이유는 대부분의 강에 영향을 미치는 하수 방류, 수로의 물리적 변형, 농업 및 토지 관리로 인한 영양분 유출 등이다. 영국 대부분의 강과 마찬가지로 2019년에는 화학적 상태가 좋음에서 불합격으로 변경되었는데, 이는 이전 평가에 포함되지 않았던 폴리브롬화 디페닐 에테르(PBDE), 퍼플루오로옥탄 설포네이트(PFOS), 수은 화합물의 존재 때문이다.

## 흥미로운 지점
틀:PoIgb start
틀:PoIgb
틀:PoIgb
틀:PoIgb
틀:PoIgb
틀:PoIgb
틀:PoIgb
틀:PoIgb
틀:PoIgb
틀:PoIgb
틀:PoIgb
틀:PoIgb
틀:PoIgb
틀:PoIgb
틀:PoIgb
틀:PoIgb end

## 같이 보기
- 영국의 강
- 서식스주 지리

## Bibliography
- 보예스, 존; 러셀, 로널드 (1977). 《The Canals of Eastern England》. David and Charles. ISBN 978-0-7153-7415-3.
- 컴벌리지, 제인 (2009). 《Inland Waterways of Great Britain (8th Ed.)》. Imray Laurie Norie and Wilson. ISBN 978-1-84623-010-3.
- 에크월, 에일러트 (1968). 《English River-Names》. Oxford University Press. ISBN 978-0198691198.
- 굿솔, 로버트 H (1962). 《The Arun and Western Rother》. 런던: Constable. ISBN 978-9999000208.
- 해드필드, 찰스 (1969). 《The Canals of South and South-East England》. David and Charles. ISBN 0-7153-4693-8.
- 힐리어, J (1951). 《Old Surrey Watermills》. 런던: Skeffington and Son [ISBN unspecified].
- 허드슨, T P, 편집. (1977). 《A History of the County of Sussex: Volume 5 Part 1: Arundel Rape: south-western part, including Arundel》. Victoria County History. ISBN 978-0-19-722781-7.
- 이킨스, 토마스 G. (2007). “The Roman Map of Britain”.  8 September 2013에 원본 문서에서 보존된 문서. 22 January 2013에 확인함.
- 마셜, A G; 노리스, W (1953). 《Canoeing under Sussex》. 《Sussex County Magazine》 128.  4 January 2014에 원본 문서에서 보존된 문서.
- 프리스틀리, 조셉 (1831). “Historical Account of the Navigable Rivers, Canals and Railways of Great Britain”. 2016년 3월 13일에 원본 문서에서 보존된 문서.
- 바인, P.A.L. (1986). 《London's Lost Route to the Sea》. David and Charles. ISBN 978-0-7153-8778-8.
- 바인, P.A.L. (1995). 《London's Lost Route to Midhurst, The Earl of Egremont's Navigation》. Sutton Publishing. ISBN 978-0-7509-0968-6.
- 바인, P.A.L. (2007). 《The Arun Navigation》. Tempus Publishing. ISBN 978-0-7524-4323-2.
- 휘팅턴, 짐 (January 2012). 《Going Underground - Hardham Tunnel》. Waterways World. ISSN 0309-1422.